# Tahula
Koordinaten: 58° 18′ N, 22° 36′ O
Tahula (deutsch Tahhul) ist ein Dorf (estnisch küla) auf der größten estnischen Insel Saaremaa. Es gehört zur Landgemeinde Saaremaa (bis 2017: Landgemeinde Lääne-Saare) im Kreis Saare.
Das Dorf hat 128 Einwohner (Stand 1. Januar 2016). Seine Fläche beträgt 12,96 km².
Der Ort liegt 8,5 Kilometer nordöstlich der Inselhauptstadt Kuressaare. Er wurde erstmals 1453 unter dem Namen Teuwel urkundlich erwähnt.